# Amiran Papinashvili
Amiran Papinashvili (en georgiano: ამირან პაპინაშვილი, Batumi, 17 de junio de 1988) es un deportista georgiano que compitió en judo.
Ganó dos medallas de bronce en el Campeonato Mundial de Judo, en los años 2014 y 2018, y cinco medallas en el Campeonato Europeo de Judo entre los años 2012 y 2019.
En los Juegos Europeos consiguió tres medallas, dos en Bakú 2015, plata por equipo y bronce en  –60 kg, y una de bronce en Minsk 2019 (–60 kg).

## Palmarés internacional
| Campeonato Mundial | Campeonato Mundial    | Campeonato Mundial | Campeonato Mundial |
| Año                | Lugar                 | Medalla            | Categoría          |
| ------------------ | --------------------- | ------------------ | ------------------ |
| 2014               | Cheliábinsk (Rusia)   | Medalla de bronce  | –60 kg             |
| 2018               | Bakú (Azerbaiyán)     | Medalla de bronce  | –60 kg             |
| Juegos Europeos    |                       |                    |                    |
| Año                | Lugar                 | Medalla            | Categoría          |
| 2015               | Bakú (Azerbaiyán)     | Medalla de plata   | Equipo             |
| 2015               | Bakú (Azerbaiyán)     | Medalla de bronce  | –60 kg             |
| 2019               | Minsk (Bielorrusia)   | Medalla de bronce  | –60 kg             |
| Campeonato Europeo |                       |                    |                    |
| Año                | Lugar                 | Medalla            | Categoría          |
| 2012               | Cheliábinsk (Rusia)   | Medalla de bronce  | –60 kg             |
| 2013               | Budapest (Hungría)    | Medalla de oro     | –60 kg             |
| 2014               | Montpellier (Francia) | Medalla de plata   | –60 kg             |
| 2015               | Bakú (Azerbaiyán)     | Medalla de bronce  | –60 kg             |
| 2019               | Minsk (Bielorrusia)   | Medalla de bronce  | –60 kg             |